# Paul Krugman
Paul Robin Krugman (New York, 28 februari 1953) is een Amerikaans neo-keynesiaans econoom, Nobelprijswinnaar voor economie en publicist. Hij was onder meer vanaf 2000 tot 2015 hoogleraar in de economie en internationale betrekkingen aan de Princeton University.

## Opleiding
Krugman groeide in Long Island op in een Joods gezin dat tot de middenklasse behoorde. Hij behaalde in 1974 zijn bachelor in de economie aan de Yale-universiteit en hij promoveerde in 1977 aan het Massachusetts Institute of Technology. Krugman was van 2000 tot juni 2015 hoogleraar economie en internationale betrekkingen aan de Princeton-universiteit. Vóór zijn aanstelling aan Princeton doceerde Krugman aan de Yale-universiteit, de Stanford-universiteit en het Massachusetts Institute of Technology. 

## Publicaties
Krugman heeft ongeveer tweehonderd wetenschappelijke publicaties en ruim twintig boeken op zijn naam staan. Hij genoot daarnaast bekendheid door zijn columns voor The New York Times, waarvoor hij van januari 2000 tot eind 2024 columns schreef. Zijn laatste column verscheen op 9 december 2024. Vanaf 2007 vulde hij deze columns aan met een blog.
Ten tijde van de kredietcrisis betwistte Krugman fel een analyse van Greg Mankiw, die stelde dat de economische groei niet zomaar weer zou inzetten wanneer de recessie eenmaal voorbij zou zijn. De economie zou volgens Mankiw nog lang achterblijven, omdat die "meer dan evenredig" zou reageren op een krimp. Ook de werkloosheid zou hierdoor nog lang hoog blijven volgens Mankiw. Volgens Krugman daarentegen zou de weer toegenomen productiecapaciteit de achterstand compenseren.

## Overige carrière
Na de verkiezing van Bill Clinton als Amerikaans president werd overwogen Krugman aan te stellen voor een beleidsbepalende functie in het Witte Huis. Na een bezoek aan Clinton in Arkansas werd hem geen functie aangeboden, naar verluidt vanwege zijn uitgesproken mening. Krugman heeft later in columns en interviews, onder meer in Newsweek, zelf laten weten inderdaad ongeschikt te zijn voor een dergelijke politieke functie.
Krugman werkte in 1999 als consultant voor de Raad van Advies van het in 2001 ter ziele gegane concern Enron. Deze functie verliet hij in 2000 toen hij voor The New York Times aan de slag ging als columnist.

## Economische visie

### Vrije handel
Sinds de jaren tachtig is Krugman voorstander van vrijhandel in de Verenigde Staten en de Europese landen. Hij merkt op dat vrijhandel weliswaar industrieën, gemeenschappen en sommige werknemers heeft geschaad, maar dat het een win-winsysteem is dat beide partijen bij de overeenkomst verrijkt. Volgens hem doet het handelstekort er niet toe en zou het niet te wijten zijn aan het gebrek aan handelsbescherming maar aan het gebrek aan binnenlandse besparingen. Bovendien verminderen tarieven en handelsbeperkingen niet echt het totale handelstekort. In 2000 schreef hij et boek "Globalization is Not Guilty: Virtues and Limits of Free Trade" (Globalisering is niet schuldig: Deugden en grenzen van vrijhandel), waarin hij vrijhandel bepleit en zegt dat vrijhandel economische vrede betekent omdat handel voor beide partijen voordelig is.
Toch neemt hij in sommige van deze artikelen tussen 2007 en 2016 tegengestelde standpunten in. In 2010 riep hij bijvoorbeeld op tot een tarief van 25% op de Chinese invoer in de Verenigde Staten.
In 2010 adviseerde hij de Verenigde Staten, in tegenstelling tot wat hij in 2016 had geschreven, om protectionistische maatregelen tegen China te nemen. Hij vraagt om een heffing van 25 procent op Chinese producten. Krugman schreef dat China een mercantilistisch en roofzuchtig beleid voert, dat wil zeggen, het handhaaft zijn ondergewaardeerde munt om handelsoverschotten te accumuleren met behulp van kapitaalstroomcontrole. De Chinese overheid verkoopt renminbi en koopt vreemde valuta om de renminbi laag te houden, waardoor de Chinese productiesector een kostenvoordeel heeft ten opzichte van zijn concurrenten. De overschotten van China voeren de Amerikaanse vraag af en vertragen het economisch herstel in andere landen waarmee China handel drijft. Hij geeft dan ook toe dat handelstekorten de Verenigde Staten verarmen en een bedreiging vormen. Krugman schrijft: "Dit is het meest vervormde wisselkoersbeleid dat een groot land ooit heeft gevoerd". Hij merkt op dat de ondergewaardeerde renminbi neerkomt op het opleggen van hoge tarieven of het verlenen van exportsubsidies. Een goedkopere munt verbetert de werkgelegenheid en het concurrentievermogen omdat het de invoer duurder maakt en binnenlandse producten aantrekkelijker. Hij verwacht dat de Chinese overschotten tegen 2011 1,4 miljoen Amerikaanse banen zullen vernietigen. Hij stelt voor de producten van bepaalde landen te belasten als model om hen te dwingen hun munt aan te passen. Daarom vraagt hij om een algemeen tarief van 25% voor Chinese producten. Hij is daarom van mening dat tarieven en handelsbeperkingen het totale handelstekort effectief kunnen verminderen. En het handelstekort zou dus te wijten zijn aan het gebrek aan bescherming tegen China, dat zijn munt manipuleert, en niet aan het gebrek aan nationale besparingen. Hij voegde eraan toe, "we leven momenteel in een wereld waar het mercantilisme werkt". Het is dus geen win-win-systeem dat beide partijen bij de overeenkomst verrijkt, maar een systeem waarbij sommige landen zich verrijken ten koste van andere. Hij schrijft: "Wat China doet is een ernstig roofzuchtig handelsbeleid, het soort zaken dat door de dreiging van sancties zou moeten worden voorkomen..."... "Ik zeg dat we het probleem frontaal moeten aanpakken." Hij legde uit dat in een handelsconflict, met een depressieve wereldeconomie, het de overschotlanden zijn die veel te verliezen hebben, terwijl de tekortlanden kunnen winnen, zelfs als er vergeldingsmaatregelen en economische verstoringen zijn. "De slachtoffers van dit mercantilisme hebben weinig te verliezen van een commerciële confrontatie. "Hij stelt dat protectionisme niet slecht is als de werkloosheid hoog is of als de economische situatie niet goed is. Hij citeert Paul Samuelson: "Met een baan die minder dan vol is.... alle mercantilistische argumenten die zijn ontketend, zijn geldig". Daarnaast steunt hij het protectionisme van andere landen ten opzichte van China: "Andere landen nemen (bescheiden) protectionistische maatregelen, juist omdat China weigert zijn munt te laten stijgen. En andere dergelijke maatregelen zijn zeer geschikt".    
In 2007 merkte hij op dat in het vrijhandelssysteem de reële lonen van laagopgeleide werknemers dalen als gevolg van de concurrentie van laaggeprijsde importen. De lonen dalen namelijk meer dan de invoerprijzen en het probleem wordt steeds erger omdat de handel met lagelonenlanden steeds vaker voorkomt. Hij geeft ook toe dat vrijhandel een belangrijk effect heeft op de inkomensongelijkheid in ontwikkelde landen: "Dit alles betekent dat het niet langer veilig is om te zeggen, zoals we een tiental jaar geleden konden doen, dat de effecten van handel op de inkomensverdeling in rijke landen vrij gering zijn. Er zijn nu goede redenen om te zeggen dat ze groot genoeg zijn en steeds groter worden...".
In 2016 schreef hij dat protectionisme niet tot recessies leidt. Aangezien in een handelsoorlog de uitvoer en de invoer voor de hele wereld in gelijke mate zullen afnemen, zal het negatieve effect van een daling van de uitvoer worden gecompenseerd door het expansieve effect van een daling van de invoer. Volgens hem zijn "handelsoorlogen dus een wassen neus". Bovendien merkt hij op dat het Smoot-Hawley-tarief de grote depressie niet heeft veroorzaakt. De daling van de handel tussen 1929 en 1933 "was bijna geheel een gevolg van de depressie, niet een oorzaak". Handelsbelemmeringen waren een reactie op depressie, deels een gevolg van deflatie.
Hij geeft ook toe dat het handelstekort nadelig is geweest voor de Amerikaanse industriesector: "Het lijdt geen twijfel dat de toegenomen invoer, met name uit China, de werkgelegenheid in de industriesector heeft doen afnemen...., de volledige eliminatie van het handelstekort van de VS in de sector van de industrieproducten zou de werkgelegenheid in deze sector met ongeveer twee miljoen banen doen toenemen. 
In 2016 schrijft hij, in tegenstelling tot zijn advies voor vrije handel in de Verenigde Staten: "Het is ook waar dat een groot deel van de elite die de globalisering verdedigt fundamenteel oneerlijk is: valse beschuldigingen van onvermijdelijkheid, paniekzaaierij (protectionisme veroorzaakt depressies!), sterk overdreven beweringen over de voordelen van handelsliberalisering en de kosten van bescherming, waardoor we de grote verdelingseffecten vergeten die standaardmodellen in feite voorspellen. Ik hoop trouwens dat ik dat niet heb gedaan... Het argument van de elite voor steeds vrijere handel is dus grotendeels een oplichterij". 
Krugman ontving in 2008 de Nobelprijs voor economie voor een theorie dat het onmogelijk is om aan te tonen dat vrijhandel superieur is aan protectionisme. Integendeel, er kan volgens hem worden aangetoond dat protectionisme in veel situaties beter is dan vrijhandel: "Het argument van het strategisch handelsbeleid toont dus aan dat een regering, door haar bedrijven te steunen in de internationale concurrentie, het nationale welzijn kan verbeteren ten koste van een ander land".

## Prijzen
In 1991 won Krugman de prestigieuze John Bates Clark Medal, die elke twee jaar uitgereikt wordt door de American Economic Association. Zeventien jaar later won hij in 2008 de Prijs van de Zweedse Rijksbank voor economie, ook wel de Nobelprijs voor de Economie genoemd. Hij won deze prijs van ongeveer 1,1 miljoen euro voor zijn analyse van handelspatronen en de plaatsbepaling van economische activiteiten. Zijn analyse had met name betrekking op schaalgrootte in internationale handel. Voorheen werd er vooral aandacht besteed aan handel tussen landen met grote verschillen, ditmaal werd de handel tussen gelijksoortige landen geanalyseerd (zoals de export van BMW's naar Zweden en van Volvo's naar Duitsland). Zijn werk werd in 1979 gepubliceerd in de Journal of International Economics.
2013: Four Freedoms Award voor vrijheid van meningsuiting